# 代代木会馆
代代木会馆（日语：代々木会館）是一座位于东京都涩谷区代代木的建筑物。

## 历史

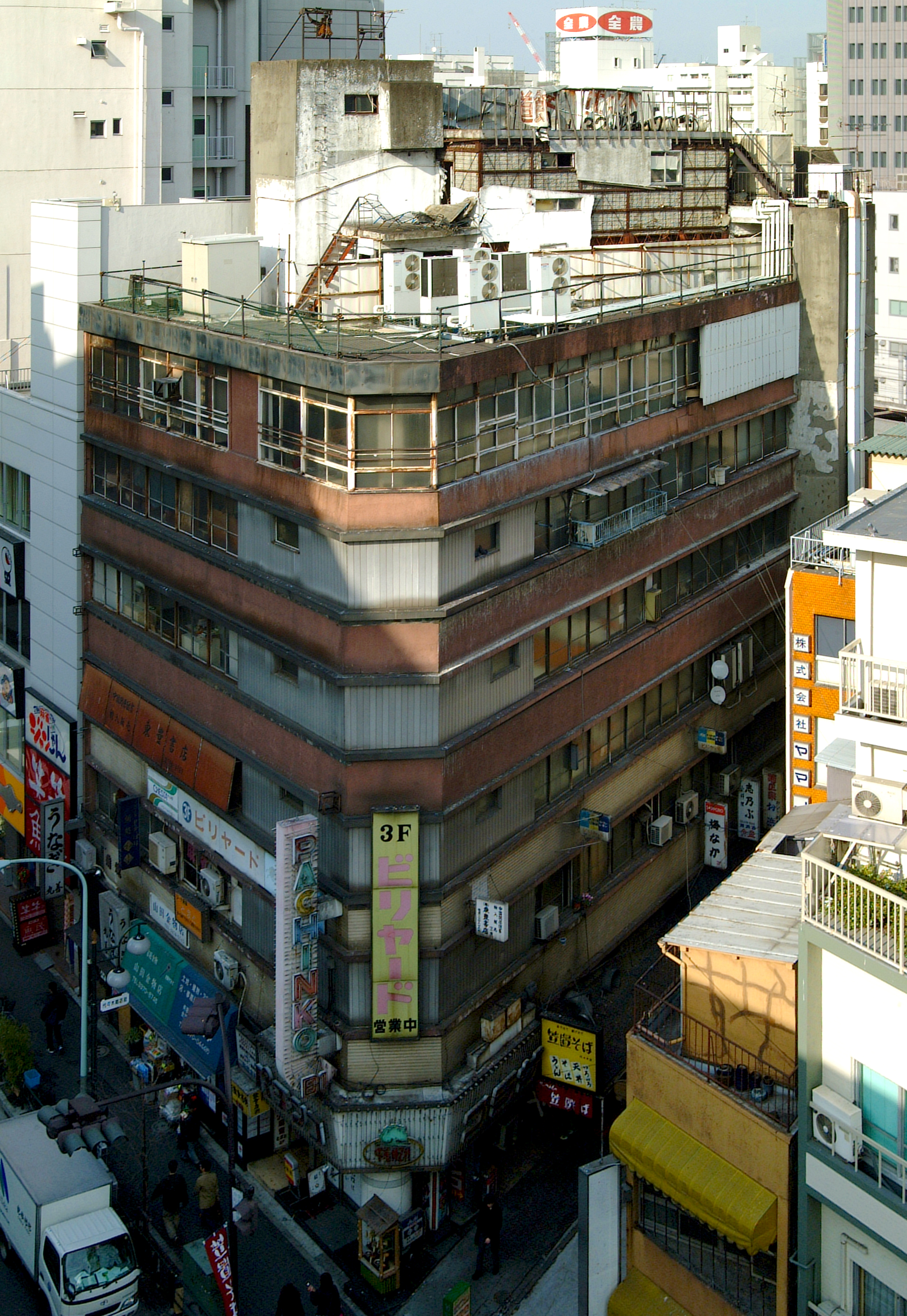
2004年的代代木会馆

1969年完工的会馆，被称为代代木的九龙寨城；其中鱼龙混杂，入驻了居酒屋、中国书店和常备寿司店等。
2000年代初因年久失修，即有計劃要拆除，但因區分所有權多達42筆，產權複雜。直到解決產權問題後，2019年8月1日開始拆卸。2020年1月30日，拆除工作完成。

## 流行文化
日本电视台1974年10月至1975年3月播出，由萩原健一和水谷丰主演的电视剧《天使与划痕》（傷だらけの天使）曾以此为背景。
由新海诚导演并于2019年上映的動畫電影《天气之子》（天気の子）也使用即将拆除的代代木会馆作为主要场景。